# Aufführung
Der Ausdruck Aufführung bezeichnet in der darstellenden Kunst die Darbietung eines Bühnenwerks oder Konzerts vor einem Publikum. Anders als eine Darstellung, die in der Regel ein Werk der bildenden Kunst statisch für eine bestimmte Zeitdauer präsentiert, bildet die Aufführung ein momentanes, dynamisches künstlerisches Geschehen, das allein in unmittelbarer Präsenz (oder als Aufzeichnung) erfahren werden kann. Bei Instrumentalmusik wird „Aufführen“ typischerweise als „Spiel“ beschrieben (während Sängerinnen und Sänger nicht als „Spieler“ gelten).

## Formen von Aufführungen nach Genre
Je nach künstlerischen Genre präzisiert man die spezielle Aufführungspraxis als Theateraufführung, Opernaufführung, Ballettaufführung, Konzert etc.
Aufführungen können medial direkt übertragen oder aufgezeichnet werden. Bei deren Wiedergabe und beim Film (der ja immer eine Aufzeichnung ist) spricht man von einer Vorführung, unter anderem im Kino.
Je nach Genre sind diese Aufführungen eine ganze Einheit (z. B. Theaterstück), oder mehrere, unabhängige Sequenzen (Stücke in der klassischen Konzertpraxis, Nummern in der modernen Populärmusik, Kleinkunst oder bei Zirkusvorstellungen und ähnlichem).
Einer Aufführung liegt meist eine schriftlich fixierte Ausgangsfassung Buch, Libretto, Szenarium oder Partitur zugrunde. Ihr gehen in der Regel monatelange Proben voraus. Zu den Vorbereitungen zählt auch die Gestaltung des Bühnenraumes.

## Sonderformen von Aufführungen
Besondere Aufführungen sind Probenaufführungen, etwa für die Presse, sowie öffentliche Generalproben. Ein Showcase bezeichnet die Probevorführung einer Musikgruppe mit Bühnenshow, beispielsweise um einen Sponsor oder Vertragspartner für sich zu gewinnen.
Als Premiere wird die erste von mehreren Aufführungen bezeichnet. Dabei unterscheidet man die Uraufführung als generell erstmalige Aufführung eines Werkes von der Erstaufführung im Rahmen einer jeweiligen Inszenierung bzw. in seiner deutschsprachigen Übersetzung.